# Stewart Perowne

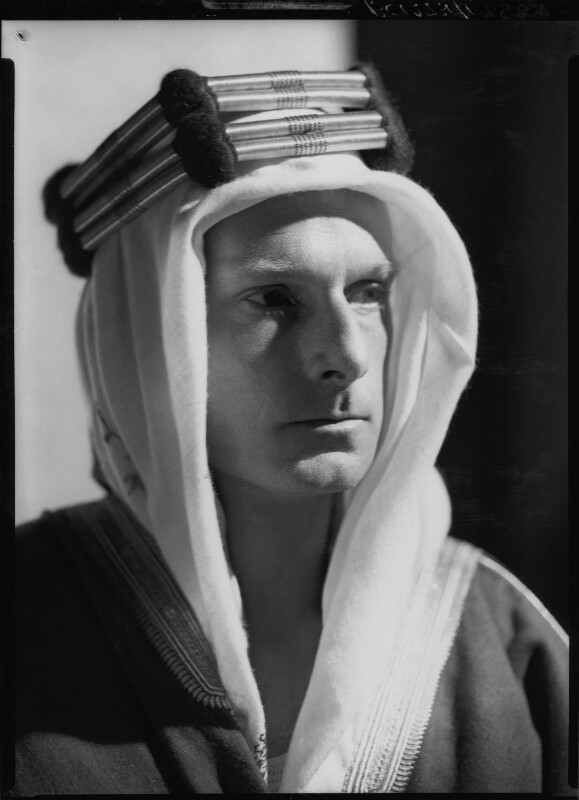
Stewart Perowne, 1939. Aufnahme von Howard Coster

Stewart Henry Perowne OBE, KStJ, FSA, FRSA (* 17. Juni 1901 in Hallow, Worcestershire; † 10. Mai 1989 in London) war ein englischer Diplomat und Historiker.

## Leben
Perowne entstammte einer Familie von Klerikern: er war ein Sohn von Arthur Perowne (1867–1948), einem Bischof der Church of England und dessen Ehefrau Helena Frances Oldnall-Russell (1869–1922) und hatte noch zwei Brüder: Francis Edward (1898–1988) und Leslie Arthur (1906–1997). Zwei seiner Onkel waren Archidiakone.
Perowne besuchte das Haileybury College in der Nähe von Hertford (Hertfordshire) und ging im Anschluss daran ans Corpus Christi College (University of Cambridge) um Klassische Archäologie und Architektur zu studieren. Später wechselte er mit den gleichen Fächern an die Harvard University (Cambridge (Massachusetts)) und konnte dort sein Studium erfolgreich beenden.
Mit 26 Jahren berief der Hochkommissar des Mandatsgebiet Palästina, Herbert Plumer 1927 Perowne nach Jerusalem. Dort war er in der Mandatsverwaltung tätig, doch bereits kurze Zeit später übertrug man ihm die pädagogische Leitung des Palestine Government Education Service (PGES). Parallel dazu wirkte Perowne an der St. Georges School als Lehrer. Während dieser Zeit begann sich Perowne für die Stadtgeschichte Jerusalems zu interessieren und er lernte die arabische Sprache.
Drei Jahre später wechselte Perowne zurück in die Mandatsverwaltung, da ihn John Chancellor unbedingt seiner Sprachkenntnisse dort haben wollte. 1936 wurde Perowne in die Kolonialverwaltung nach Valletta (Malta) versetzt, wo er für den Entwurf einiger Briefmarken verantwortlich war. 1938 wechselte er später in gleicher Funktion nach Aden (Jemen). Dort kümmerte er sich im Protektorat Aden um die Ausgrabungen u. a. in Asa Koma, die bronzezeitlichen Tonscherben schenkte er dem British Museum. In Funktion eines Public Information Officers (PIO) arbeitete Perowne auch bei Ausgrabungen im Emirat Beihan mit. 1941 übernahm Perowne an der Britischen Botschaft in Bagdad die Aufgaben eines Public Relations Officers (PRO). Parallel dazu war Perowne bereits ab 1938 bei der BBC für Sendungen in arabischer Sprache für den Nahen Osten zuständig.
Zu dieser Zeit wurde von einem britischen Diplomaten erwartet, verheiratet zu sein. Da sich Perowne aus Frauen nichts machte, ging er 1947 eine Scheinehe ein. Am 7. Oktober heiratete er in der St Margaret’s Church (London) die Reiseschriftstellerin Freya Madeline Stark. Die beiden kannten sich aus Aden, wo sie im Information Bureau der Botschaft zusammen gearbeitet hatten. In einigen Biografien über F. M. Stark wird vermutet, dass sie von Perownes Homosexualität nichts wusste. Das Paar trennte sich bereits 1952 endgültig, aber ohne sich offiziell scheiden zu lassen.
1947 wurde Perowne zum Colonial Secretary (Colonial Office) ernannt und nach Bridgetown (Barbados) entsandt. Dort entwarf er einige Briefmarken und 1949 auch einige neue Geldscheine für die Westindische Föderation. Im Frühjahr 1950 wurde er Politischer Berater in Kyrenaika (Libyen) und gehörte 1950/51 dort auch zu den Entdeckern des antiken Arziris.
1951 versuchte Perowne in den Ruhestand zu gehen. Er kehrte nach England zurück und ließ sich in London nieder. Als er sich im darauffolgenden Jahr von seiner Ehefrau getrennt hatte, kehrte er in den Nahen Osten zurück. In Israel unterstützte der den anglikanischen Bischof von Jerusalem, Weston Stewart (1887–1969), Dörfer für palästinensische Araber, Flüchtlinge des Kriegs, der auf dem UN-Teilungsplan für Palästina folgte. Im November 1951 berichtete er als Berater der Britischen Delegation der UN-Versammlung in Paris.
Mit den Jahren gab Perowne alle seine Ämter auf und ließ sich für immer in London nieder. Seine letzten Jahre verbrachte er in einem Pflegeheim der Distressed Gentlefolks’ Association in Kensington (London). Er starb am 10. Mai 1989 im Charing Cross Hospital (London). Teile seines literarischen Nachlasses wird vom St Antony’s College (University Oxford) betreut.

## Ehrungen
- 1944 Ritter des Order of the British Empire
- 1955 Ritter des Order of Saint John
- 1937 Coronation Medal (anlässlich der Krönung von König George VI.)
- 1957 Fellow der Society of Antiquaries of London
- Fellow der Royal Society of Arts
- Ehrenmitglied des Travellers Club (London)

## Schriften (Auswahl)
- The one remains. On Jerusalem. London 1954.

- - Deutsch: Herodier, Römer, Juden. Verlag Kilpper, Stuttgart 1958 (übersetzt von Hartmut Schmökel)
- Life and times of Herod the Great. London 1958.
  - Deutsch: Herodes der Große. Kilpper, Stuttgart 1959 (übersetzt von Hartmut Schmökel)
- Hadrian. London 1960.
  - Deutsch: Hadrian. C. H. Beck, München 1966 (übersetzt von Hannelore Wilken)
- Caesars and the Saints. London 1962.
- The Pilgrim’s Companion in Athens. London 1964.
- Jerusalem and Bethlehem. London 1965.
- The political background of the New Testament. London 1965 (früher unter dem Titel The later Herods).
- The end of the Roman world. London 1966.
- The siege within the walls. Malta 1940–1943. London 1970.
- The journeys of St. Paul. London 1973.
  - Deutsch: Die Reisen des Apostels Paulus. Herder, Freiburg/B. 1973 (übersetzt von Hans Schmidthüs und Ursula Stadler)
- Roman Mythology. London 1983.
  - Deutsch: Römische Mythologie. Vollmer Verlag, Wiesbaden 1969 (früher unter dem Titel Die Götter und Mythen des antiken Roms, übersetzt von Rudolf Hermstein).